# Yvonne Ziegler
Pour les articles homonymes, voir Ziegler.
Yvonne Ziegler, née Lefeuve le 1er juin 1902 à Garches et morte le 16 janvier 1988 à Lisieux, est une artiste-peintre et résistante française.

## Biographie
Fille de chanteuse d'opéra, ancienne élève de l'Académie Julian, où elle eut comme professeur Jean-Paul Laurens, Yvonne Marie Henriette Ziegler devient une artiste reconnue dans les années 1930. Elle vit de son art et fonde sa propre académie à Paris, l'Académie Ziegler au no 1 rue de la Grande-Chaumière, dans le quartier Notre-Dame-des-Champs. Elle expose notamment au FAM, de la Société des femmes artistes modernes, à la galerie Bernheim-Jeune, en 1935.
Mère d'un garçon né en 1919, elle partage sa vie avec Suzanne Leclézio. Suzanne est sa conjointe et l'accompagne dans ses voyages à l'étranger où Yvonne expose ses tableaux. 
Le couple vit dans une rue d'artistes, au no 43 rue Boissonade dans le 14e arrondissement.

## Résistance et déportation
Le couple s'engage activement dans la Résistance. Patriotes et éprises de liberté, Yvonne et Suzanne intègrent le réseau de résistance Cohors-Asturies. Yvonne prend le nom de code de « Véronique ». Dans leur domicile de la rue Boissonade, elles hébergent les résistants recherchés par la Gestapo. Suzanne et Yvonne animent également le centre sanitaire du no 22 rue Marcadet, dans le 18e arrondissement de Paris, où elles sauvent les familles juives. Elles portent toutes deux le grade de sous-lieutenant dans la Résistance. 

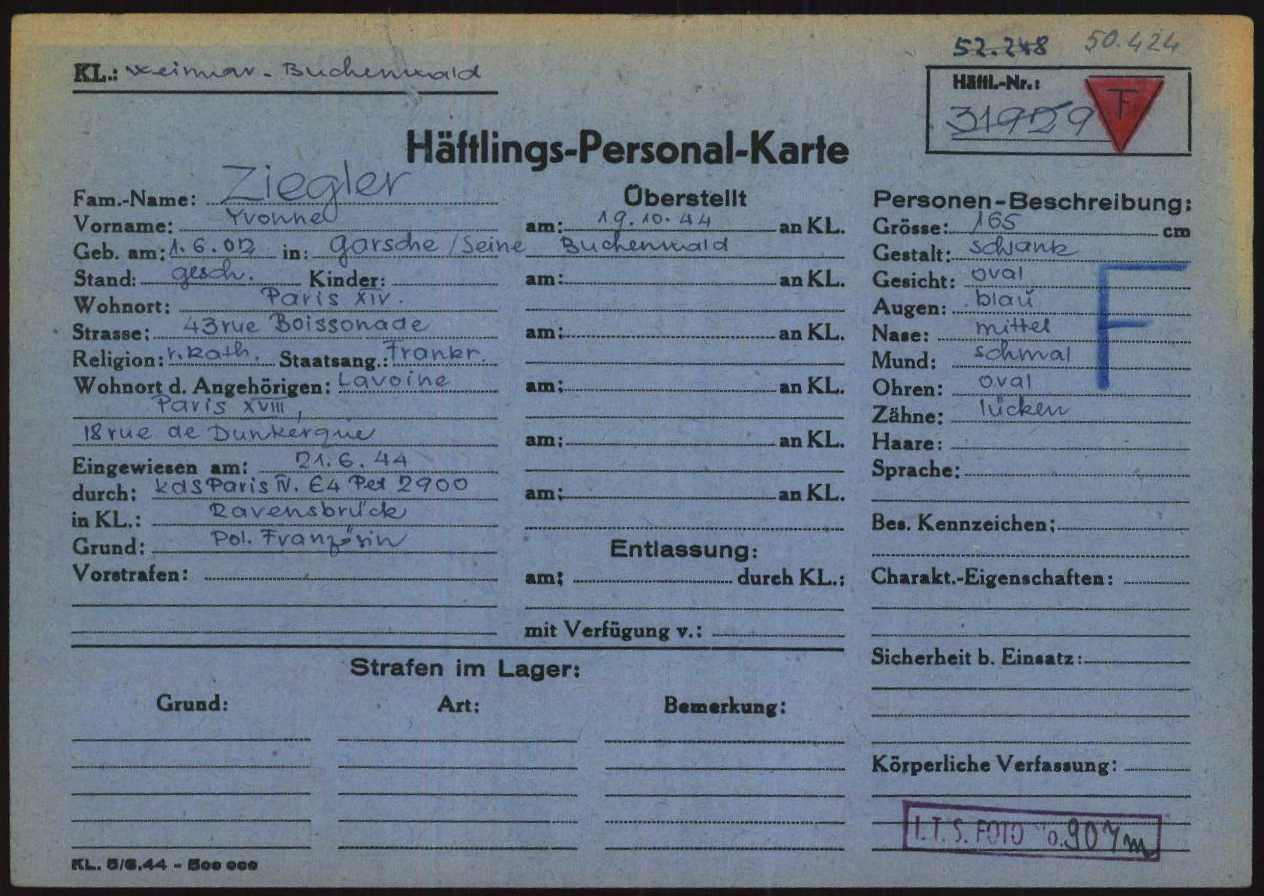
Carte d'enregistrement d'Yvonne Ziegler lors de son arrivée à Buchenwald.

Un fait majeur de leur action a lieu les 21 et 22 avril 1944. Elles apportent réconfort et soins aux blessés lors des bombardements des installations ferroviaires du quartier de la Chapelle qui fit plus de 500 morts, victimes civiles du bombardement du 21 avril 1944. Le dispensaire, épargné grâce à elles, accueille les cheminots, leurs familles et les habitants du quartier. Aujourd'hui, le square du 21-avril-1944 leur rend hommage. 
Elles sont dénoncées en juillet 1944. La Gestapo les arrête à leur domicile de la rue Boissonade le 27 juillet 1944 et les torture rue des Saussaies (en 1940, le No 11 rue des Saussaies devient le siège de la Gestapo où se trouve la « chambre de tortures »). Elles sont ensuite conduites à la prison de Fresnes puis déportées par le dernier convoi de prisonniers politiques le 15 août 1944 pour le camp de Ravensbrück (« convoi des 57000 »), avec notamment Yvonne Pagniez. Elles sont ensuite transférées dans plusieurs kommandos, comme celui de Torgau, dans des conditions effroyables. 
Elles s’évadent au cours des marches de la mort et après quelques jours, elles sont libérées par l’Armée rouge.

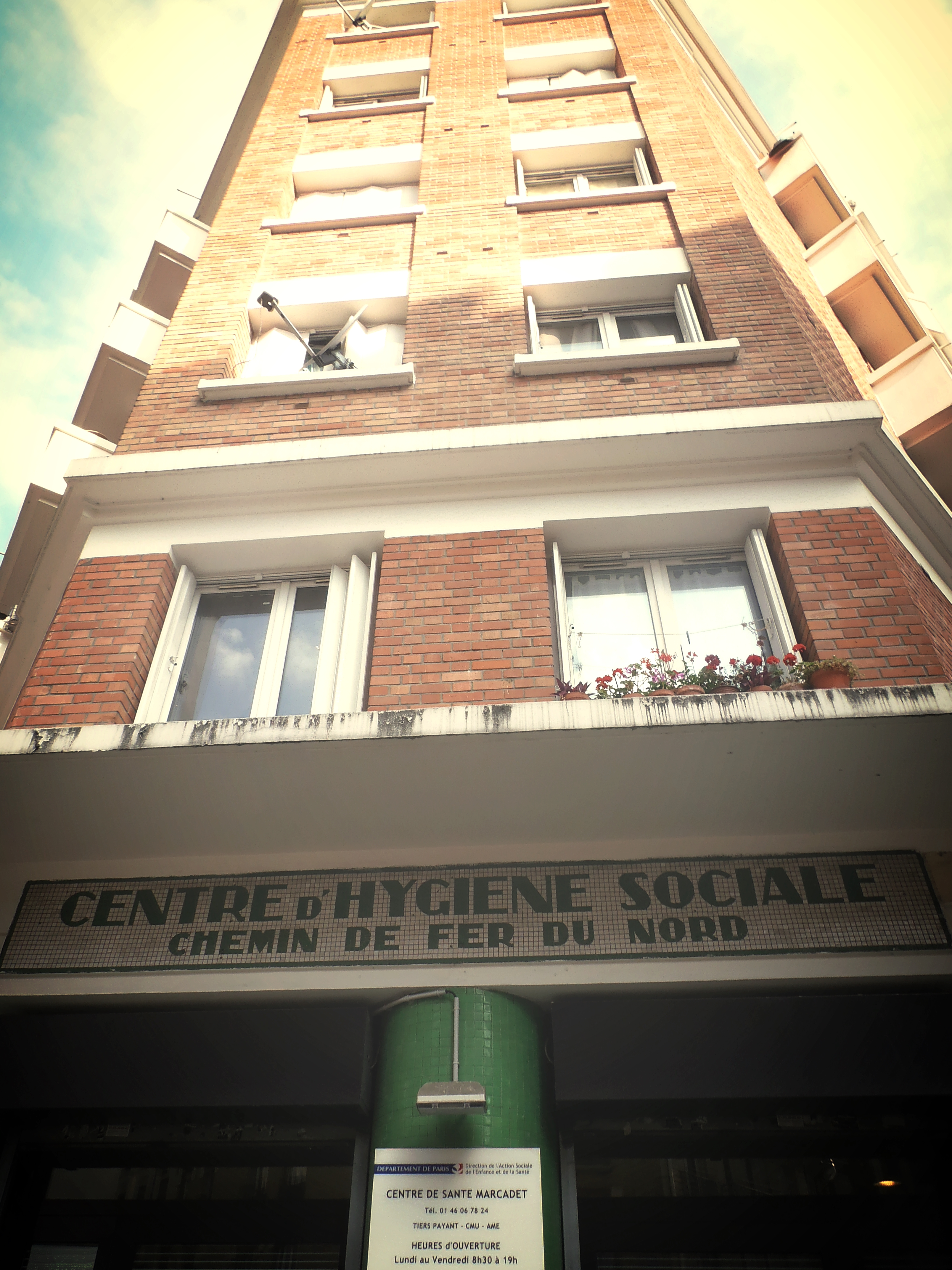
Centre de santé de la rue Marcadet.

Elles reviennent de déportation en 1945, retournent habiter dans l'appartement de la rue Boissonade et reprennent leurs activités jusqu'à la retraite de Suzanne du dispensaire de la rue Marcadet lorsque la Ville de Paris le rachète à la SNCF en 1984.
Yvonne et Suzanne s'installent, pour leur retraite, dans le Calvados, à la Charretterie, une ferme normande située entre Le Mesnil-sur-Blangy et les Authieux-sur-Calonne. La grande maison devient vite un lieu bohème, rempli des tableaux d'Yvonne, où se rencontrent famille, amis et habitants. 
Elles terminent leur vie dans la maison de retraite de Blangy-le-Château, en Normandie.

## Postérité
Les tableaux d'Yvonne Ziegler sont toujours présents sur le marché de l'art, notamment les portraits de femmes et les nus. 
Les deux femmes sont citées à l’ordre de la SNCF en 1942 pour leur rôle dans l’accueil et les soins aux réfugiés lors de l’exode de 1940 et pour avoir procuré une aide essentielle aux familles juives durant l'occupation. 
Le Conseil de Paris a décidé un hommage public en 2020.
La Charretterie du Mesnil-sur-Blangy a été transformée aujourd'hui un gite rural touristique.
avec sa compagne, elles ont vécu au 177 chemin de la forge, à Le Mesnil-sur-Blangy. 

## Reconnaissance
- Statut de Déporté résistant avec homologation au titre des Forces Françaises Combattantes (FFC) et des Déportés et Internés de la Résistance (DIR)[15]